# Suontakasen Pitkä
Suontakasen Pitkä är en sjö i kommunen Joensuu i landskapet Norra Karelen i Finland. Sjön ligger 131,9 meter över havet. Den är 16,52 meter djup. Arean är 53 hektar och strandlinjen är 7,21 kilometer lång. Sjön  ingår i Jänisjokis huvudavrinningsområde.   Den ligger omkring 62 kilometer sydöst om Joensuu och omkring 390 kilometer nordöst om Helsingfors. 